# Outram Bangs
Outram Bangs, född 12 januari 1863, död 22 september 1932, var en amerikansk zoolog.
Bangs föddes i Watertown, Massachusetts som den andre sonen till Edward och Annie Outram Bangs. Han studerade på Harvard mellan 1880 och 1884. 1894 hade han ännu inte publicerat något, men de följande fem åren publicerade han dryga 70 titlar av vilka ungefär 55 rörde däggdjur. Bangs donerade en samling av fågel- och däggdjursexemplar till Harvard College 1899 och ytterligare en samling till Harvard Museum of Comparative Zoology 1908, där han redan år 1900 hade blivit museiintendent. Flera fåglars underarters vetenskapliga namn bär hans namn.